# Brevidentavis
Brevidentavis is een geslacht van uitgestorven vogels uit het Vroeg-Krijt van de huidige Volksrepubliek China, behorende tot de Ornithuromorpha. De enige benoemde soort is Brevidentavis zhangi.

## Vondst en naamgeving
Zes vogelfossielen werden gevonden bij Changma in de provincie Gansu. Ze bleken tot zes taxa te behoren waarvan er twee nog onbekend waren.
In 2021 werd de typesoort Brevidentavis zhangi benoemd en beschreven door Jingmai Kathleen O'Connor, Thomas A. Stidham, Jerald D. Harris, Matthew C. Lamanna, Alida M. Bailleul, Hu Han, Wang Min en You Hailu. De geslachtsnaam is een combinatie van het Latijn, brevis, 'kort', dens, 'tand' en avis, 'vogel', een verwijzing naar de korte tanden in de onderkaak. De soortaanduiding eert professor Zhang Xing, 张行, die verbonden aan het Gansu Provincial Museum de leider was van de expeditie uit 2002 die de fossielen ontdekte. In tabellen en grafieken van het beschrijvende artikel wordt ook de naam Brachydontornis gebruikt, waarbij dus Griekse in plaats van Latijnse termen toegepast zijn. Kennelijk was dit een eerdere keuze voor een naam. Het feit dat de naamgevers duidelijk Brevidentavis als correcte naam aangaven, maakt Brachydontornis een ongeldig synoniem.
Het fossiel, holotype IVPP V26197, is gevonden in een laag van de Xiagouformatie die dateert uit het Aptien. Het bestaat uit een gedeeltelijk skelet met onderkaken. Het omvat beide dentaria van de onderkaken, vooraan verbonden via een gezamenlijk predentarium, de daarvan los liggende tongbeenderen, en een reeks van twaalf in verband liggende wervels. Onder de zevende wervel in de reeks ligt een structuur die een stuk voedsel uit het darmkanaal kan vertegenwoordigen. Het exemplaar werd in 2019 aan Gansus yumenensis toegewezen.

## Beschrijving
Brevidentavis is een kleine ornithuromorf.
De beschrijvers stelden enkele onderscheidende kenmerken vast. Ze vormen een unieke combinatie van op zich niet unieke eigenschappen. Er is een predentarium aanwezig. De tanden in het dentarium staan in een gezamenlijke groeve terwijl interdentaalplaten ontbreken. De tanden zijn brachydont, ongeveer gelijk in kroonhoogte en breedte in zijaanzicht. De dentaire tanden staan dicht op elkaar, gescheiden door een afstand die minder bedraagt dan de helft van hun breedte in zijaanzicht.
Dentaire tanden die niet in tandkassen staan maar in een gezamenlijke lengtegroeve komen ook bij de Hesperornithiformes voor. Brevidentavis is echter veel kleiner en de tandrij is proportioneel korter en bevat minder tanden. Bij Hesperornithiformes zijn de tandkronen hoger, naar achteren gekromd en scherp taps toelopend.